# Янаков Іван Федорович
Іва́н Фе́дорович Яна́ков (нар. 7 липня 1994) — український футболіст, півзахисник клубу «Дніпро» (Черкаси).

## Біографія
Вихованець футбольної академії Єнакіївського металургійного заводу та маріупольського «Іллічівця». Після завершення навчання почав грати у Другій лізі за «Іллічівець-2». Сезон 2012/13 футболіст провів у дебютній юнацькій першості, за підсумками якої 19-річні гравці «Іллічівця» завоювали срібні медалі. У наступному сезоні Янаков у складі «Ілліча» ставав переможцем молодіжної першості. У наступному році футболіст довів кількість зіграних матчів за маріупольську «молодіжку» до 50 й увійшов до числа найкращих бомбардирів в історії цієї команди.
У головній команді «Іллічівця» Янаков дебютував 23 серпня 2014 року в матчі 1/16 фіналу Кубку України проти першолігового «Миколаєва». За місяць відбувся дебют футболіста й у Прем'єр-лізі: 20 вересня на 70-ій хвилині гри проти донецького «Металурга» півзахисник замінив Олександра Мандзюка.
Після завершення сезону 2014/15, у якому «Іллічівець» опустився в Першу лігу, молодий півзахисник продовжив контракт із клубом.
У 2016 році виступав за фарм-клуб «Іллічівець-2» у Другій лізі, після чого на початку 2017 року був відданий в оренду в першолігову «Полтаву».
Влітку 2017 року перейшов у клуб Першої ліги «Кремінь», де відразу став основним гравцем.